# Im Auftrag des Herrn
Im Auftrag des Herrn... - Die Toten Hosen Live – koncertowy album niemieckiego zespołu punkrockowego Die Toten Hosen, wydany w 1996 roku. 

## Lista utworów

### Wydanie oryginalne
1. „Die zehn Gebote” (Rohde/Frege) − 3:58
2. „Niemals einer Meinung” (Frege/Frege) − 3:43
3. „Alles aus Liebe(inne języki)” (Frege/Frege) − 4:06
4. „Einmal in vier Jahren” (Breitkopf/Frege) − 2:42
5. „Nichts bleibt für die Ewigkeit(inne języki)” (von Holst, Frege/Müller, von Holst, Frege) − 3:34
6. „Musterbeispiel” (Frege/von Holst) − 2:32
7. „Bonnie & Clyde” (Breitkopf/Frege) − 3:17
8. „Gewissen” (Breitkopf/Frege, Müller) − 2:37
9. „Wünsch DIR was(inne języki)” (Meurer/Frege) − 4:10
10. „Paradies” (Frege/Frege) − 3:57
11. „The Passenger” (Osterberg/Gardiner(inne języki)) − 3:58 (utwór Iggy'ego Popa)
12. „Hier kommt Alex(inne języki)” (Meurer/Frege) − 3:56
13. „Sheena Is a Punk Rocker” (Joey Ramone) − 2:41
14. „Guantanamera” (Joseíto Fernández) − 3:21
15. „Zehn kleine Jägermeister” (Rohde/Müller, Frege) − 3:32
16. „Mehr davon(inne języki)” (von Holst/Frege) − 6:47
17. „Böser Wolf” (von Holst/Frege) − 3:15
18. „All die ganzen Jahre(inne języki)” (Frege/Frege) − 3:27
19. „Testbild” (Frege/Frege) − 3:16
20. „You'll Never Walk Alone” (Rodgers/Hammerstein) − 1:13
21. „Schönen Gruß, auf Wiederseh'n” (Rohde/Frege) − 5:11

### Dodatkowe utwory na reedycji
1. „Fliegen” (Frege/Frege) – 4:28
2. „Prominentenpsychose” (Frege/Frege) – 3:14
3. „Herzglück harte Welle” (Rohde/Frege) – 1:57

### Dodatkowe utwory na reedycji z 2007
1. „Seelentherapie” (Breitkopf/Frege) – 4:43

## Single
- 1997 „Alles aus Liebe (live)”

## Wykonawcy
- Campino – wokal
- Andreas von Holst – gitara
- Michael Breitkopf – gitara
- Andreas Meurer – gitara basowa
- Wolfgang Rohde – perkusja

## Listy przebojów
| rok  | kraj       | Pozycja |
| ---- | ---------- | ------- |
| 1996 | Niemcy     | 2       |
| 1996 | Szwajcaria | 2       |
| 1996 | Austria    | 3       |